# Johannes Brassart
Johannes Brassart (también conocido como Jean Brasart) (ca. 1400 – ca. 22 de octubre de 1455) fue un compositor del Renacimiento perteneciente a la llamada Escuela de Borgoña. Solamente se ha conservado música sacra de su autoría, toda ella representativa del estilo vigente a principios del siglo XV. 

## Biografía
Se sabe que Brassart nació en la ciudad de Lauw, región de Alsacia, aunque en fecha incierta. Entre 1422 y 1431 frecuentó la iglesia de San Juan Evangelista en Lieja, donde trabajó como acompañante vocal. A mediados de la década de 1420 visitó Roma, ciudad en la que se afincó hacia 1431, empleado en la capilla papal como cantante y probablemente como compositor. Su participación en el coro fue contemporánea a la de Arnold de Lantins y Guillaume Dufay.
Durante esta época Brassart compuso el motete «O flos fragrans», que se popularizó al punto de aparecer en varios manuscritos de ese tiempo, así como «Te dignitas presularis».
En 1432 Brassart viajó a Basilea, para actuar como cantante en la capilla del Concejo, y dos años después el emperador Segismundo lo empleó como rector de la capilla, puesto que ocuparía hasta 1443. En 1445 vuelve a Lieja, donde obtiene un puesto en la Iglesia de San Pablo. Un escrito del 22 de octubre de 1455 pidiendo súplicas por su alma permite datar su fallecimiento.

## Obra
La música que se conserva de este período es escasa, y muchos archivos de Lieja resultaron destruidos cuando Carlos el Temerario saqueó la ciudad en 1468. Sin embargo, algunas obras de Brassart se conservan, entre ellas 11 motetes, 8 introitos y varios movimientos de Misas.
Sus composiciones son típicas del estilo temprano de la Escuela de Borgoña, e incluyen técnicas de fauxbourdon, isoritmia, y la habitual cadenza borgoñesa. A menudo utilizó la técnica del cantus firmus, y por lo general escribió las melodías en la voz aguda. 
Sus introitos se encuentran entre los ejemplos de polifonía más antiguos conocidos para esta sección de la liturgia. 